# Tyrus Thomas
Tyrus Wayne Thomas (Baton Rouge, Luisiana, 17 de agosto de 1986) es un exjugador de baloncesto estadounidense que jugó ocho temporadas en la NBA. Mide 2,06 metros y jugaba de ala-pívot.

## Carrera

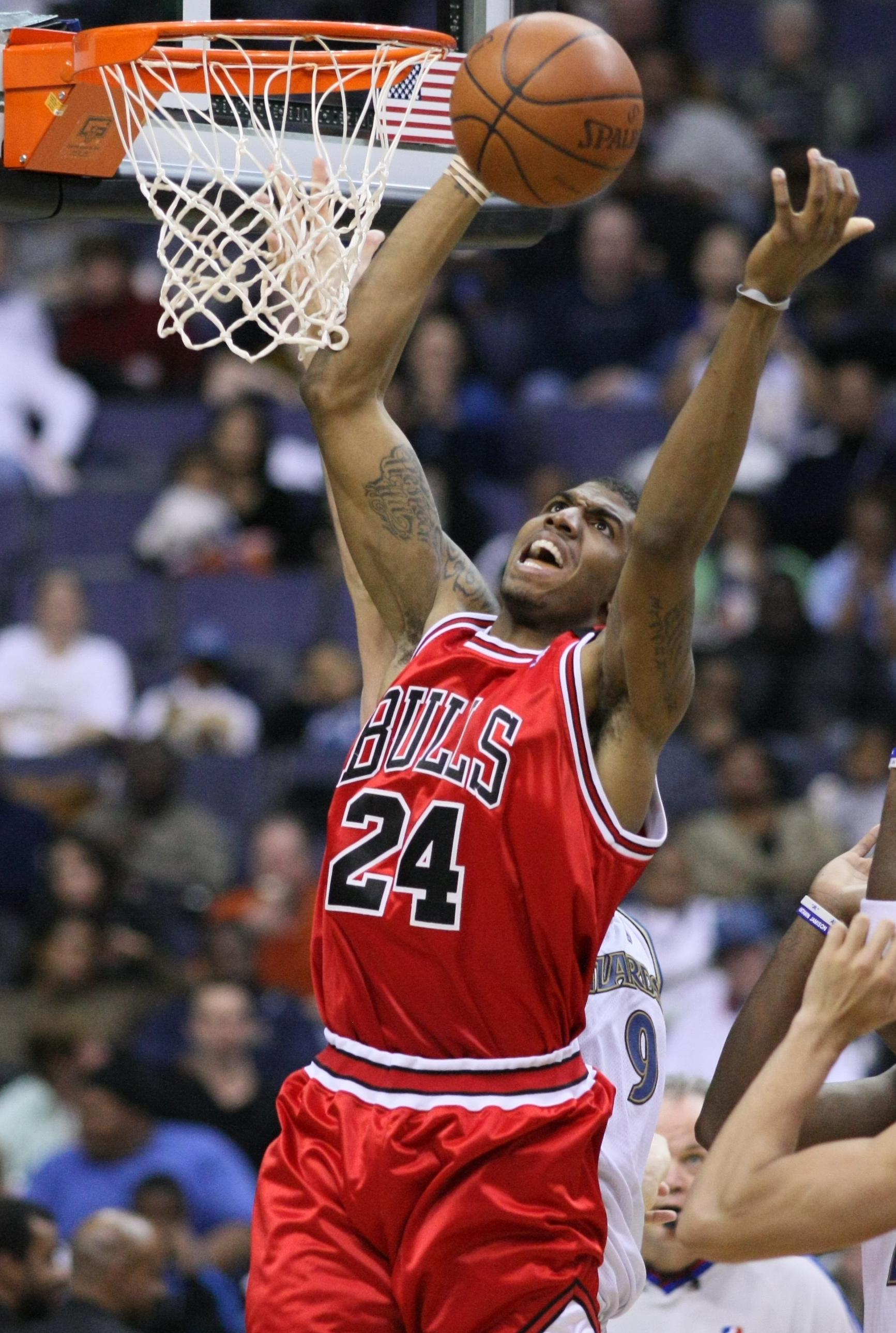
Thomas, con los Bulls.

### Instituto y universidad
Thomas asistió al McKinley High School en Baton Rouge, Luisiana. En su primer año solamente media 1,78 metros e intento entrar en el equipo de baloncesto, pero finalmente fue cortado. No fue hasta su tercer año cuando pudo jugar en el equipo. Llegó a medir 2 metros y en su último año, en el cual promedió 16 puntos, 12 rebotes y 6 tapones, ya medía 2,05. Sus números hicieron que fuera elegido en el segundo equipo estatal, aunque nunca fue considerado como uno de los 100 mejores jugador de High School de la nación.
Tras graduarde en el instituto Tyrus fue a la Universidad de Louisiana State donde solamente disputó un año la competición de la NCAA, en el cual promedió 12,9 puntos, 9,2 rebotes y 3,1 tapones, siendo nombrado mejor freshman del año de su conferencia, la Southeastern Conference, y mejor defensor. Debido a una lesión en la rodilla, no pudo ayudar a su equipo en el torneo de la SEC, cayendo en semifinales contra la Universidad de Florida.

### NBA

#### Chicago Bulls (2006-2010)
El 15 de abril de 2006 Thomas anunció su intención de presentarse al draft y contrató un agente.
Fue elegido en la cuarta posición del Draft de la NBA de 2006 por los Portland Trail Blazers, pero fue directamente traspasado a Chicago Bulls a cambio del número 2 del mismo draft LaMarcus Aldridge. En su primer partido como profesional tuvo que enfrentarse a los Miami Heat, consiguiendo 4 puntos, 5 rebotes y 2 tapones, uno de ellos al también exjugador de LSU Shaquille O'Neal. En el mismo partido al ir a por un rebote James Posey le rompió la nariz. Aquel año en poco más de 13 minutos de juego por partido promedió 5.2 puntos, 3.7 rebotes y 1 tapón por partido con un 47.5% en tiros de campo y un 60.6% en tiros libres. El 22 de marzo consiguió una canasta canadora contra Denver Nuggets, y su mejor partido de la tempora fue el 31 de marzo contra Cleveland Cavaliers, donde consiguió meter 27 puntos y capturar 8 rebotes. En playoffs promedió 12 minutos por partido y 5.1 puntos, 3.4 rebotes y 1 robo por partido con un paupérrimo 39% en tiros de campo y un 63.35 en tiros libres.
Aquel año participó también en el Concurso de mates en el All-Star Weekend de la NBA 2007, siendo el primer jugador de los Chicago Bulls que lo hacía desde que Scottie Pippen lo hiciera en 1990. Consiguió 10 000 dólares que donó a su instituto.
Al final de la temporada regular, Thomas fue incluido en el mejor quinteto de rookies.
En su año sophomore su media de minutos creció hasta los 18, promediando 6.8 puntos, 4.6 rebotes y 1.2 asistencias por partido, con un pobre 42.3% en tiros de campo y un mejorado 74.1% en tiros libres. En el segundo partido de la temporada ante Philadelphia 76ers consiguió 21 puntos, 12 rebotes y 3 tapones. Finalizó la temporada muy bien con 24 puntos contra Boston Celtics, 20 puntos, 14 rebotes y 3 tapones frence a los Cavs y 27 puntos en el último partido de la temporada contra Toronto Raptors.
Thomas comenzó su tercer año en la liga de manera desastrosa, alternando partidos malos con otros aun peores, pero a partir del mes de diciembre su juego experimentó una mejora notable y por fin empezó a demostrar merecer la titularidad, haciendo finalmente su mejor año en la liga. Destacar partidos como el acaecido el 28 de marzo, en el que consiguió 18 puntos, 8 rebotes, 1 asistencia y 7 tapones; o el del día 7 de febrero, en el que Tyrus metió 24 puntos, cogió 12 rebotes, dio 1 asistencia y colocó 1 tapón frente a Dallas Mavericks. Finalizó la temporada regular promediando 27.5 minutos y 10.8 puntos, 6.4 rebotes rebotes, 1 asistencia, 1.1 robos y 1.9 tapones de media con un 45.1% en tiros de campo y un 78.3% en tiros libres.
Los Bulls además se clasificaron para playoffs, donde se enfrentaron a los Boston Celtics. Tyrus bajó su rendimiento, pero fue clave en el primer partido de la serie donde anotó la mayoría de sus 16 puntos en la prórroga a base de suspensiones de media distancia, contribuyendo en gran medida a la victoria de su equipo. Los Bulls cayeron en el séptimo partido, y Thomas finalizó con unos números de 9.6 puntos, 6.3 rebotes, 1 robo y 2.9 tapones por partido en 27.9 minutos de juego con un 43.8% en tiros de campo y un 78.6% en tiros libres.

#### Charlotte Bobcats (2010-2013)
El 18 de febrero de 2010 fue traspasado a Charlotte Bobcats a cambio de Ronald Murray, Acie Law y una primera ronda de draft.
En julio de 2010 es renovado por la franquicia a razón de 40 millones los próximos 5 años.
El 10 de julio de 2013 es cortado por los Bobcats alegando cláusula de amnistía.

#### Iowa y Memphis (2015)
El 13 de enero de 2015 fichó por los Iowa Energy de la NBA D-League. Una semana después firmó un contrato por diez días con los Memphis Grizzlies.
Sus números fueron de 5,6 puntos y 4,1 rebotes en el Iowa Energy y de 2 puntos de media en los dos partidos que disputó con los Grizzlies.

#### Alemania (2015-2016)
Tras ocho temporadas en la NBA, en septiembre de 2015, Tyrus cruza el charco para jugar en el Europa, firmando por una temporada con el Eisbären Bremerhaven. El 16 de febrero de 2016 rescinde su contrato con el equipo alemán tras promediar 3,6 puntos y 3,4 rebotes en la Bundesliga.

## Estadísticas de su carrera en la NBA

### Temporada regular
| Año     | Equipo    | PJ  | PT  | MPP  | %TC  | %3P  | %TL  | RPP | APP | ROB | TPP | PPP  |
| ------- | --------- | --- | --- | ---- | ---- | ---- | ---- | --- | --- | --- | --- | ---- |
| 2006–07 | Chicago   | 72  | 4   | 13.4 | .475 | .000 | .606 | 3.7 | .6  | .6  | 1.1 | 5.2  |
| 2007–08 | Chicago   | 74  | 27  | 18.0 | .423 | .167 | .741 | 4.6 | 1.2 | .6  | 1.0 | 6.8  |
| 2008–09 | Chicago   | 79  | 61  | 27.5 | .451 | .333 | .783 | 6.5 | 1.0 | 1.1 | 1.9 | 10.8 |
| 2009–10 | Chicago   | 29  | 3   | 23.4 | .483 | .000 | .644 | 6.3 | 1.1 | 1.4 | 1.7 | 8.8  |
| 2009–10 | Charlotte | 25  | 0   | 21.7 | .442 | .000 | .729 | 6.1 | .9  | .9  | 1.5 | 10.1 |
| 2010–11 | Charlotte | 41  | 2   | 21.0 | .471 | .000 | .787 | 5.5 | .7  | .7  | 1.6 | 10.2 |
| 2011–12 | Charlotte | 54  | 30  | 18.8 | .367 | .333 | .759 | 3.7 | .6  | .7  | 1.1 | 5.6  |
| 2012-13 | Charlotte | 26  | 2   | 13.8 | .353 | .375 | .839 | 2.3 | .7  | .5  | .6  | 4.8  |
| Total   | Total     | 400 | 129 | 19.8 | .438 | .235 | .732 | 4.8 | .9  | .8  | 1.3 | 7.7  |

### Playoffs
| Año     | Equipo    | PJ | PT | MPP  | %TC  | %3P  | %TL  | RPP | APP | ROB | TPP | PPP |
| ------- | --------- | -- | -- | ---- | ---- | ---- | ---- | --- | --- | --- | --- | --- |
| 2006–07 | Chicago   | 10 | 0  | 12.2 | .390 | .000 | .633 | 3.4 | .6  | 1.0 | .5  | 5.1 |
| 2008–09 | Chicago   | 7  | 7  | 27.9 | .438 | .000 | .786 | 6.3 | .9  | 1.0 | 2.9 | 9.6 |
| 2009–10 | Charlotte | 4  | 0  | 17.0 | .999 | .000 | .833 | 5.5 | .5  | .5  | .5  | 8.8 |
| Total   | Total     | 21 | 7  | 18.3 | .457 | .000 | .700 | 4.8 | .7  | .9  | 1.3 | 7.3 |